# Биржевая облигация
Биржевая облигация — финансовый инструмент, не требующий регистрации эмиссии регулятором, бумаги регистрируются самой биржей. При эмиссии этих бумаг нет необходимости платить государственную пошлину за регистрацию выпуска. Стандарты проспекта биржевых облигаций значительно либеральнее по сравнению с корпоративными облигациями. Данный инструмент могут выпускать только компании, бумаги которых уже котируются на бирже. Срок обращения биржевых облигаций не может превышать 3 лет.

## Россия
В России эмиссия и обращение биржевых облигаций регулируется федеральным законом № 39-ФЗ «О рынке ценных бумаг», а также положением Банка России «О стандартах эмиссии ценных бумаг, порядке государственной регистрации выпуска (дополнительного выпуска) эмиссионных ценных бумаг, государственной регистрации отчётов об итогах выпуска (дополнительного выпуска) эмиссионных ценных бумаг и регистрации проспектов ценных бумаг».
На Московской бирже согласно установленным правилам в случае допуска к листингу на бирже такие облигации эмитента включаются в котировальный список третьего уровня.